# Тиреотоксична криза
Тиреотоксична криза (ТТК)  је ретка, али потенцијално опасно и тешко клиничко стање и најтежа компликација Грејвс-Базедовљеве болести, или полинодозне струме, односно  акутно погоршање симптома и знакова хипертиреозе.   Пацијент у овој кризи може бити у стању кардиоваскуларног колапса или шока.
Тиреотоксична криза, такође позната као тироидна олуја, јер се карактерише  наглим погоршањем симптома прекомерног лучења тироидних хормона, што може довести до животно опасних последица ако се не препозна и не лечи на време. 
Иако је ово стање релативно ретко, његова превенција и рано препознавање су кључни за одржавање здравља и квалитета живота особа са поремећајима штитасте жлезде. 

## Епидемиологија
Тиреотоксична криза се јавља код мање од 1% људи са хипертиреозом, али стопа смртности може бити и до 30% ако се стање хитно не лечи. Због тога је кључно правовремено разумети узроке и факторе ризика који могу довести до овог стања.

### Демографија везана за пол и узраст
Тиреотоксична криза се чешће јавља код жена него код мушкараца. Код жена и мушкараца старијих од 40 година, стопа преваленције палпабилних нодула је 5-7% и 1-2%.
Већина пацијената са ТТГ  је старија од 50 година.
Тиротоксикоза се често јавља код пацијената са историјом дуготрајне струме. Токсичност се јавља код подгрупа пацијената који развијају аутономну функцију. Ова токсичност обично достиже врхунац у шестој и седмој деценији живота, посебно код особа са породичном историјом мултинодуларне струме, што указује на генетску компоненту болести.

## Етиолопатогенеза
Тиреотоксична криза је екстремна манифестација хипертиреозе, стања у коме штитна жлезда производи прекомерне количине хормона Т3 и Т4. Ови хормони играју кључну улогу у регулисању метаболизма, а њихов вишак може изазвати низ симптома, укључујући убрзан рад срца, губитак тежине, нервозу и повишену телесну температуру. У случају тиреотоксичне кризе, ови симптоми постају изузетно интензивни и могу довести до отказивања органа, шока или чак смрти.
Тиреотоксична криза се обично јавља као резултат нелеченог или лоше контролисаног хипертиреозе. Међу најчешћим узроцима су Грејвсова болест, токсични тироидни чворови и тироидитис. Међутим, постоји низ фактора који могу изазвати кризу, укључујући инфекције, трауму, операцију, трудноћу или престанак узимања антитироидних лекова.
Једна од кључних ствари које треба имати на уму је да стрес, било физички или емоционални, може бити окидач за тиреотоксичну кризу. На пример, особа са хипертиреозом која доживи:
- тешку инфекцију,
- акутне болести других органа,
- операцију (посебно штитњаче),
- порођај,
- примену радиоактивног јода,

могу бити бити изложени повећаном ризику од ТТК 
Због тога је важно да људи са поремећајима штитасте жлезде буду свесни ових ризика и да редовно прате своје здравље. 

## Клиничка слика
Ово изузетно тешко и ургентно стање у ендокринологији, карактерише се следећим клиничким знацима и симптомима:
- Повишена телесна температура са сувом топлом и влажном кожом и цијанотичним уснама.
- Дехидратација са пратећим кардиоваскуларним и неуропсихијатријским поремећајима, изазвана променама у желудачно-цревном систему (пролив и повраћање) и високом температуром.
- Изражена хипертензија, тахикардија (и до 200 откуцаја/мин), аритмија (преткоморска сибрилација илио флатер)
- Срчана слабост хиперкинетичког типа (снажан пулс, убрзана циркулација крви са почетним увећањем минутног волумена срца).
- Неуропсихијатријски поремећаји (тремор, анксиозност, адинамија, конфузија, психомоторни немир, кома).

Уколико се дијагноза не постави на време, а терапија не започне енргично, без дужег чекања на опсервацију, прогноза је фатална.

## Дијагноза
Дијагноза тиреотоксичне кризе поставља се на основу: анмнезе клиничке слике, одређивања концентрације тиреоидних хормона у серуму и одређивању ране фиксације јода (Ј 131), у штитној жлезди.

## Терапија
Оптимална терапија за ТТК остаје контроверзна и незнатно се разликује између једног доминантног чвора и вишеструких токсичних нодула. Пацијенте који имају аутономно функционалне нодуле треба дефинитивно лечити радиоактивним јодом или операцијом. Особе са субклиничким хипертиреоидизмом треба пажљиво пратити због отворене болести.
Антитироидни лекови и бета блокатори који се користе за кратке периоде у лечењу ТТГ  важни су код еутиреоидних пацијената у припреми за радиојод или операцију и у лечењу хипертиреозе док се чека потпуни клинички одговор на терапију радиојодом.
Када су радиоактивни јод, хируршка интервенција или дуготрајни антитироидни лекови неодговарајући или контраиндиковани, код одабраних пацијената може се размотрити радиофреквентна аблација.

## Компликације
Хипотироидизам који се јавља код 10-20% пацијената, сличан је стопи инциденције након операције и знатно је мањи него у лечењу Грејвсове болести. Студија је показала да између 3 и 10 година након третмана токсичне мултинодуларневструма радиоактивним јодом, годишња инциденција хипотиреозе износи 1,5%.
Више се не сматра ризиком компресија трахеје због отицања штитне жлезде након терапије зрачењем.
Благи тиреотоксични симптоми након радиојода јављају се код око једне трећине пацијената, а око 4% пацијената развије клинички значајан тироидитис изазван зрачењем. Ове пацијенте треба симптоматски лечити бета блокаторима.
Старији пацијенти могу имати погоршање конгестивне срчане инсуфицијенције и атријалне фибрилације. Зато би старије пацијенте требало пре лечити антитироидним лековима.
Тиреотоксична олуја штитне жлезде је ретка компликација код пацијената са брзим повећањем струме или високим укупним нивоом Т3 хормона. Пацијенти са овим стањима треба да се претходно лече антитироидним лековима.

## Превенција
Превенција тиреотоксичне кризе заснива се на адекватној контроли хипертиреозе и правилном праћењу здравља. Неколико поступака који могу значајно смањити ризик су :
Редовно праћење нивоа хормона
Особе са хипертиреозом треба редовно да прате нивое хормона Т3, Т4 и ТСХ. То омогућава благовремено прилагођавање терапије и спречавање изненадних скокова хормона.
Правилна употреба лекова
Антитироидни лекови, као што су метимазол или пропилтиоурацил, неопходни су за контролу хипертиреозе. Њих би требало узимате према упутствима лекара и не прекидате терапију без консултације.
Избегавање окидача
Смањите изложеност стресу, инфекцијама и другим факторима који могу погоршати стање, укључујући и оперативне захвате.
Здрав начин живота
Уравнотежена исхрана, редовна физичка активност и довољно сна могу допринети бољој контроли хипертиреозе. Прекомерни унос јода храном, може погоршати стање.
Образовање и свест
Пацијент би требало да научи да препозна  ране знаке погоршања стања. и у тим случајевима одмах затражи помоћ лекара. 

### Природна подршка телу
Поред стандардне терапије, постоје и природни приступи који могу подржати здравље штитне жлезде. На пример, антиоксиданси у виду природних препарат који комбинује биљне састојке боре се против слободних радикала у телу и на тај начин смањују могућност оштећења ћелија и прогресију болести.  Међутим,  природни производи никада не сме  да замени медицинску терапију, већ може бити користан као додатак превенцији ТТК уз обавезну консултацију са лекаром.